# Warren Spahn Award

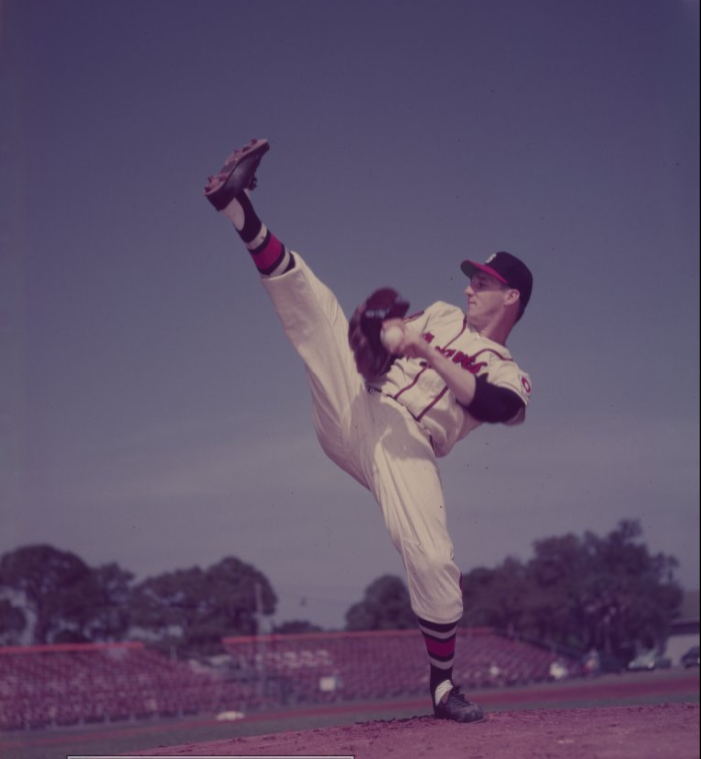
Der Namensgeber des Awards: Warren Spahn (1952)

Der Warren Spahn Award ist eine Baseball-Trophäe. Sie wird seit 1999 jährlich vom Oklahoma Sports Museum an den besten linkshändigen Pitcher (dt. Werfer) der Major League Baseball (MLB) vergeben. Namensgeber ist der 2003 verstorbene Pitcher Warren Spahn, der mit 363 Wins zum Zeitpunkt der ersten Preisvergabe der siegreichste linkshändige Pitcher der MLB-Geschichte war. Die Trophäe wurde 1999 von dem Gründer des Oklahoma Sports Museums Richard Hendricks zu Ehren Spahns geschaffen, um einen der besten Athleten des Staates Oklahoma zu würdigen. Spahn lebte nach seiner aktiven Laufbahn bis zu seinem Tod in Oklahoma. Seit 2009 wird der Preis jeden Januar in der Oklahoma Sports Hall of Fame in Oklahoma City verliehen. Der Preisträger wird nach Wins, der Earned Run Average und geworfenen Strikeouts ausgewählt. Rekordpreisträger sind Randy Johnson und Clayton Kershaw. Beide wurden je viermal ausgezeichnet, wobei Johnson den Award viermal in Folge gewann.
Die Trophäe wurde vom Künstler Shan Gray in Zusammenarbeit mit Spahn entworfen. Sie hat einen glockenförmigen, schwarz-goldenen Marmorsockel, auf dem sich eine bronzene Figur von Spahn in der Wurfbewegung befindet. Spahn trägt ein Trikot der Braves, für die er 20 Jahre aktiv war. Der Sockel hat eine Höhe von ca. 29 cm. Die Figur von Spahn ist ca. 42 cm hoch. Die Gesamthöhe der Trophäe beläuft sich somit auf ca. 71 cm, bei einem Gewicht von knapp 17 kg. Der Wert der Trophäe wurde 1999 auf 15.000 US-Dollar geschätzt.

## Gewinner des Warren Spahn Awards

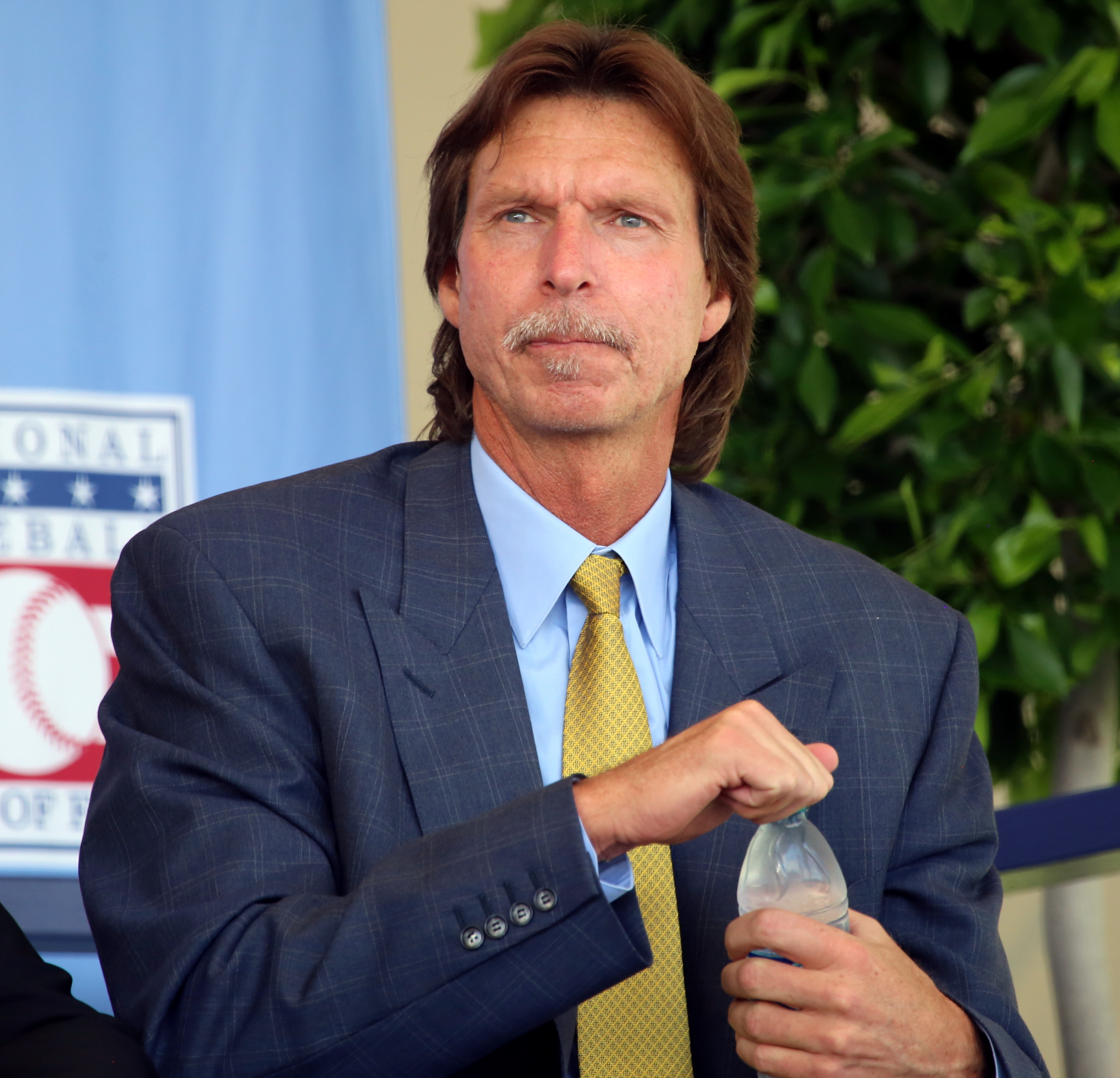
Randy Johnson wurde als erster Pitcher mit der Trophäe ausgezeichnet und gewann diese viermal in Folge.

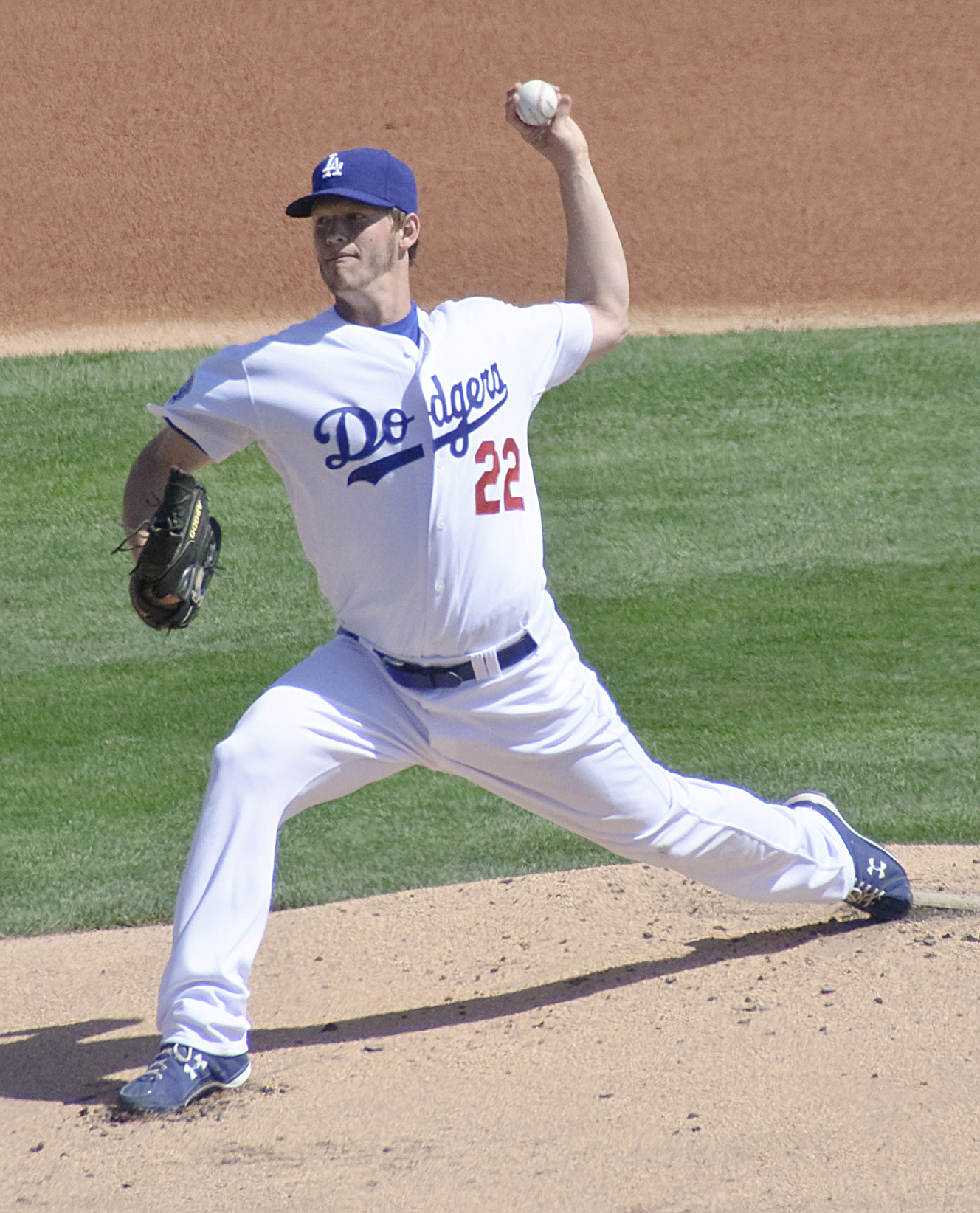
Clayton Kershaw gewann ebenfalls viermal den Award.

Bisher wurden 14 verschiedene Pitcher mit dem Warren Spahn Award ausgezeichnet. 2008 wechselte C.C. Sabathia in der laufenden Saison von den Cleveland Indians aus der American League in die National League zu den Milwaukee Brewers. Neben den Warren Spahn Award gewannen Randy Johnson (1999–2002), Johan Santana (2004, 2006), C.C. Sabathia (2007), Clayton Kershaw (2011, 2013, 2014), Dallas Keuchel (2015), Blake Snell (2018, 2023) und Chris Sale (2024) den Cy Young Award.
Abkürzungen:  # = Pitcher ist Mitglied der Baseball Hall of Fame,  kursiv = Pitcher führte die MLB in dieser Statistik an, AL = American League, NL = National League, W = Wins, ERA = Earned Run Average, SO = Strikeouts
| Jahr | Pitcher          |                    | Team                 | Liga | W  | ERA  | SO  |
| ---- | ---------------- | ------------------ | -------------------- | ---- | -- | ---- | --- |
| 1999 | Randy Johnson #  | Vereinigte Staaten | Arizona Diamondbacks | NL   | 17 | 2.48 | 364 |
| 2000 | Randy Johnson #  | Vereinigte Staaten | Arizona Diamondbacks | NL   | 19 | 2.64 | 347 |
| 2001 | Randy Johnson #  | Vereinigte Staaten | Arizona Diamondbacks | NL   | 21 | 2.49 | 372 |
| 2002 | Randy Johnson #  | Vereinigte Staaten | Arizona Diamondbacks | NL   | 24 | 2.32 | 334 |
| 2003 | Andy Pettitte    | Vereinigte Staaten | New York Yankees     | AL   | 21 | 4.02 | 180 |
| 2004 | Johan Santana    | Venezuela          | Minnesota Twins      | AL   | 20 | 2.61 | 265 |
| 2005 | Dontrelle Willis | Vereinigte Staaten | Florida Marlins      | NL   | 22 | 2.63 | 180 |
| 2006 | Johan Santana    | Venezuela          | Minnesota Twins      | AL   | 19 | 2.77 | 245 |
| 2007 | C.C. Sabathia #  | Vereinigte Staaten | Cleveland Indians    | AL   | 19 | 3.21 | 209 |
| 2008 | C.C. Sabathia #  | Vereinigte Staaten | Cleveland Indians    | AL   | 6  | 3.83 | 123 |
| 2008 | C.C. Sabathia #  | Vereinigte Staaten | Milwaukee Brewers    | NL   | 11 | 1.65 | 128 |
| 2009 | C.C. Sabathia #  | Vereinigte Staaten | New York Yankees     | AL   | 19 | 3.37 | 197 |
| 2010 | David Price      | Vereinigte Staaten | Tampa Bay Rays       | AL   | 19 | 2.72 | 188 |
| 2011 | Clayton Kershaw  | Vereinigte Staaten | Los Angeles Dodgers  | NL   | 21 | 2.28 | 248 |
| 2012 | Gio González     | Vereinigte Staaten | Washington Nationals | NL   | 21 | 2.89 | 207 |
| 2013 | Clayton Kershaw  | Vereinigte Staaten | Los Angeles Dodgers  | NL   | 16 | 1.83 | 232 |
| 2014 | Clayton Kershaw  | Vereinigte Staaten | Los Angeles Dodgers  | NL   | 21 | 1.77 | 239 |
| 2015 | Dallas Keuchel   | Vereinigte Staaten | Houston Astros       | AL   | 20 | 2.48 | 216 |
| 2016 | Jon Lester       | Vereinigte Staaten | Chicago Cubs         | NL   | 19 | 2.44 | 197 |
| 2017 | Clayton Kershaw  | Vereinigte Staaten | Los Angeles Dodgers  | NL   | 18 | 2.31 | 202 |
| 2018 | Blake Snell      | Vereinigte Staaten | Tampa Bay Rays       | AL   | 21 | 1.89 | 221 |
| 2019 | Patrick Corbin   | Vereinigte Staaten | Washington Nationals | NL   | 14 | 3.25 | 238 |
| 2020 | Hyun-jin Ryu     | Korea Sud          | Toronto Blue Jays    | AL   | 5  | 2.69 | 72  |
| 2021 | Julio Urías      | Mexiko             | Los Angeles Dodgers  | NL   | 20 | 2.96 | 195 |
| 2022 | Julio Urías      | Mexiko             | Los Angeles Dodgers  | NL   | 17 | 2.16 | 166 |
| 2023 | Blake Snell      | Vereinigte Staaten | San Diego Padres     | NL   | 14 | 2.26 | 234 |
| 2024 | Chris Sale       | Vereinigte Staaten | Atlanta Braves       | NL   | 18 | 2.38 | 225 |

## Ranglisten

### Gesamte MLB
Die erfolgreichsten linkshändigen Pitcher in der MLB sind Randy Johnson und Clayton Kershaw. Beiden wurde die Auszeichnung viermal verliehen, gefolgt von C.C. Sabathia mit drei Ehrungen. Johnson war der erste Pitcher der 1999 mit dem Award ausgezeichnet wurde und konnte ihn viermal in Folge gewinnen. Insgesamt wurde die Trophäe 26-mal verliehen. 21-mal an Pitcher mit US-amerikanischer Staatsbürgerschaft, was einem Anteil von 81 % aller ausgezeichneten Spieler entspricht, zweimal an Pitcher aus Venezuela und Mexiko und einmal aus Südkorea.
|    | Spieler         | Anzahl |
| -- | --------------- | ------ |
| 1. | Randy Johnson   | 4      |
| 1. | Clayton Kershaw | 4      |
| 3. | C.C. Sabathia   | 3      |
| 4. | Johan Santana   | 2      |
| 4. | Blake Snell     | 2      |
| 4. | Julio Urías     | 2      |

|    | Mannschaft           | Anzahl |
| -- | -------------------- | ------ |
| 1. | Los Angeles Dodgers  | 6      |
| 2. | Arizona Diamondbacks | 4      |
| 3. | Cleveland Indians    | 2      |
| 3. | Tampa Bay Rays       | 2      |
| 3. | Minnesota Twins      | 2      |
| 3. | New York Yankees     | 2      |
| 3. | Washington Nationals | 2      |

|    | Nationalität       | Anzahl |
| -- | ------------------ | ------ |
| 1. | Vereinigte Staaten | 21     |
| 2. | Mexiko             | 2      |
| 2. | Venezuela          | 2      |
| 3. | Südkorea           | 1      |

### American League
C.C. Sabathia wurde aus der American League mit drei Auszeichnungen am meisten geehrt, gefolgt vom Venezolaner Johan Santana mit zwei Auszeichnungen. Santana ist der einzige Preisträger der nicht die amerikanische Staatsbürgerschaft besitzt.
|    | Spieler        | Anzahl |
| -- | -------------- | ------ |
| 1. | C.C. Sabathia  | 3      |
| 2. | Johan Santana  | 2      |
| 3. | Dallas Keuchel | 1      |
| 3. | Andy Pettitte  | 1      |
| 3. | David Price    | 1      |
| 3. | Hyun-jin Ryu   | 1      |
| 3. | Blake Snell    | 1      |

|    | Mannschaft        | Anzahl |
| -- | ----------------- | ------ |
| 1. | Cleveland Indians | 2      |
| 1. | Tampa Bay Rays    | 2      |
| 1. | Minnesota Twins   | 2      |
| 1. | New York Yankees  | 2      |
| 5. | Houston Astros    | 1      |
| 5. | Toronto Blue Jays | 1      |

|    | Nationalität       | Anzahl |
| -- | ------------------ | ------ |
| 1. | Vereinigte Staaten | 7      |
| 2. | Venezuela          | 2      |
| 3. | Südkorea           | 1      |

### National League
Die National League wird von Randy Johnson und Clayton Kershaw mit jeweils vier Auszeichnungen angeführt. Den dritten Platz belegt Julio Urías mit zwei Ehrungen und den vierten Platz teilen sich Patrick Corbin, Gio González, Jon Lester, C.C. Sabathia, Chris Sale, Blake Snell und Dontrelle Willis mit jeweils einer Ehrung.
Die Mannschaft mit den erfolgreichsten Pitchern sind die Los Angeles Dodgers.
|    | Spieler          | Anzahl |
| -- | ---------------- | ------ |
| 1. | Randy Johnson    | 4      |
| 1. | Clayton Kershaw  | 4      |
| 3. | Julio Urías      | 2      |
| 4. | Patrick Corbin   | 1      |
| 4. | Gio González     | 1      |
| 4. | Jon Lester       | 1      |
| 4. | C.C. Sabathia    | 1      |
| 4. | Chris Sale       | 1      |
| 4. | Blake Snell      | 1      |
| 4. | Dontrelle Willis | 1      |

|    | Mannschaft           | Anzahl |
| -- | -------------------- | ------ |
| 1. | Los Angeles Dodgers  | 6      |
| 2. | Arizona Diamondbacks | 4      |
| 3. | Washington Nationals | 2      |
| 4. | Atlanta Braves       | 1      |
| 4. | Milwaukee Brewers    | 1      |
| 4. | Chicago Cubs         | 1      |
| 4. | 0Florida Marlins     | 1      |
| 4. | San Diego Padres     | 1      |

|    | Nationalität       | Anzahl |
| -- | ------------------ | ------ |
| 1. | Vereinigte Staaten | 15     |
| 2. | Mexiko             | 2      |